# Riba de Saelices
Riba de Saelices – gmina w Hiszpanii, w prowincji Guadalajara, w Kastylii-La Mancha, o powierzchni 66,68 km². W 2011 roku gmina liczyła 123 mieszkańców.